# Педи Волас
Педи Волас (енгл. Paddy Wallace; 27. август 1979) бивши је ирски рагбиста. Био је део младе ирске репрезентације, која је освојила светско првенство за младе 1998. Целу професионалну каријеру провео је у Алстеру. У почетним сезонама, играо је на више позиција, а после најчешће центра. У сезони 2004-2005 постигао је победоносан дроп гол против Единбурга у утакмици келтске лиге, али на тој утакмици је играо отварача. За репрезентацију Ирске дебитовао је против Енглеске у купу шест нација 2006. 2007. ишао је на турнеју у Аргентину, са ирском репрезентацијом. Са Ирском је освојио грен слем који је цела нација чекала 61 годину (1948−2009). Био је део ирске репрезентације на два светска првенства (2007, 2011). а куп шест нација 2012. је пропустио због повреде.